# Sandy King
Sandra Ann King (* 8. März 1952 in Los Angeles, Kalifornien) ist eine US-amerikanische Filmproduzentin und Ehefrau von Filmemacher John Carpenter. Sie produzierte die meisten seiner Filme seit Sie leben! aus dem Jahr 1988.
Ihre Karriere im Filmgeschäft begann sie Mitte der 1970er Jahre als Script Supervisor. In dieser Funktion wirkte sie unter anderem an dem 1980 gedrehten Western Long Riders mit, vier Jahre später war sie erstmals mit Starman an einem John Carpenter Film beteiligt. 1986 war sie der Script Supervisor für Big Trouble in Little China, ein Jahr später übernahm sie dieselbe Funktion bei Die Fürsten der Dunkelheit. Letztmals als Script Supervisor arbeitete sie bei dem Film Sie leben! der gleichzeitig ihr Debüt als Produzentin bedeutete.
Als Produzentin von Das Dorf der Verdammten wurde sie 1996 für eine Goldene Himbeere für die schlechteste Neuverfilmung nominiert.

## Filmografie (Auswahl)
- 1988: Sie leben! (John Carpenter’s They Live)
- 1993: Body Bags
- 1994: Die Mächte des Wahnsinns (John Carpenter’s In the Mouth of Madness)
- 1995: Das Dorf der Verdammten (John Carpenter’s Village of the Damned)
- 1998: John Carpenters Vampire (John Carpenter’s The Vampires)
- 2001: Ghosts of Mars
- 2002: John Carpenter’s Vampires: Los Muertos (als Ausführende Produzentin)
- 2021: The Manor (als Ausführende Produzentin)